# Chile na Mistrzostwach Świata w Lekkoatletyce 2019
Chile na Mistrzostwach Świata w Lekkoatletyce 2019 – reprezentacja Chile podczas mistrzostw świata w Doha liczyła dwóch zawodników, specjalizujących się w rzucie młotem.

## Skład reprezentacji

### Mężczyźni
| Zawodnik          | Konkurencja | Kwalifikacje | Kwalifikacje | Finał | Finał   | Źródło |
| Zawodnik          | Konkurencja | Wynik        | Pozycja      | Wynik | Pozycja | Źródło |
| ----------------- | ----------- | ------------ | ------------ | ----- | ------- | ------ |
| Gabriel Kehr      | rzut młotem | 73,99 m      | 17.          | NQ    | NQ      | [ 2 ]  |
| Humberto Mansilla | rzut młotem | 72,68 m      | 25.          | NQ    | NQ      | [ 2 ]  |